# 등각속도

트랙을 보여주는 여러 형태의 디스크 스토리지 비교(규모에 맞지 않음) 녹색은 시작을 나타내고 빨간색은 끝을 나타낸다.
- 일부 CD-R(W) 및 DVD-R(W)/DVD+R(W) 레코더는 ZCLV, CAA 또는 CAV 모드에서 작동한다.

등각속도, 정 각속도, 각속도 일정(Constant angular velocity, CAV)은 광 스토리지에서 정보가 포함된 디스크의 정격 속도를 나타내는 한정자이며 기록 가능한 디스크의 쓰기 속도에도 적용될 수 있다. CAV 모드에서 작동하는 드라이브 또는 디스크는 등선속도(CLV, 상수 선형 속도)와 달리 일정한 각속도를 유지한다.
일반적인 CD-ROM 드라이브는 CAV 모드에서 작동하는 플로피 드라이브, 하드 디스크 드라이브 또는 축음기와 달리 CLV 모드에서 작동한다. CAV 모드에서는 스핀들 모터가 일정한 속도로 회전하므로 헤드가 디스크 외부에 있을 때 매체가 읽기/쓰기 헤드를 더 빠르게 통과하게 된다. 이와 대조적으로 CLV 모드에서는 스핀들 모터 속도가 다양하므로 헤드가 디스크의 어디에 위치하든 매체가 동일한 속도로 헤드를 통과한다.
디스크가 전체적으로 동일한 영역 밀도로 기록된 경우 CAV 모드에서 읽거나 쓸 때 외부 트랙의 데이터 속도는 내부 트랙보다 높지만 CLV 모드에서는 데이터 속도가 모든 곳에서 동일하다.
CLV에 비해 CAV 모드의 장점은 드라이브 메커니즘을 엔지니어링하기가 더 쉽다는 것이다(구축 비용이 저렴함). 또 다른 장점은 장치가 디스크의 한 부분 읽기에서 다른 부분 읽기로 더 빠르게 전환할 수 있다는 점이다. CLV 모드에서는 장치가 헤드를 안팎으로 움직일 때 디스크 속도를 변경해야 하기 때문이다.

## 같이 보기
- 등선속도 (CLV)